# Sphären (Banks)
Sphären, in der Taschenbuchausgabe Die Sphären (englischer Originaltitel: Matter, erschienen 2008) ist ein Science-Fiction-Roman aus dem Kultur-Zyklus von Iain M. Banks.

## Entstehung
Aus einem Interview von Iain M. Banks mit der Zeitung The Guardian während des Hay-Literatur-Festivals am 25. Mai 2007:

“Banks tells me that he has spent the past three months writing another Culture novel. It will be called Matter and is to be published next February. ’It's a real shelf-breaker,’ he says enthusiastically. ’It's 204,000 words long and the last 4,000 consist of appendices and glossaries. It's so complicated that even in its complexity it's complex. I'm not sure the publishers will go for the appendices, but readers will need them. It's filled with neologisms and characters who disappear for 150 pages and come back, with lots of flashbacks and -forwards. And the story involves different civilisations at different stages of technological evolution. There's even one group who have disappeared up their own fundaments into non-matter-based societies.’”

„Banks sagte mir, dass er die letzten drei Monate damit verbracht hat, einen weiteren Kultur-Roman zu schreiben. Der Titel wird Matter sein und er soll im kommenden Februar veröffentlicht werden. Er ist ein echtes Schwergewicht,‘ sagt er enthusiastisch. Er umfasst 204.000 Worte und mindestens 4.000 davon sind Anhänge und Glossare. Er ist so komplex, dass er selbst in seiner Komplexität komplex ist. Ich bin mir nicht sicher, ob die Herausgeber für die Anhänge zu begeistern sein werden, aber die Leser werden sie brauchen. Er ist voll von Neologismen und Charakteren, die für 150 Seiten verschwinden, um dann wieder aufzutauchen, sowie vielen Rück- und Vorblenden. Und die Geschichte enthält verschiedene Zivilisationen auf unterschiedlichen Stufen der technologischen Evolution. Es gibt sogar eine Gruppe, die in ihre eigenen Fundamente verschwunden ist, um zu einer nicht auf Materie basierenden Zivilisation zu werden.‘“

Der Arbeitstitel von Banks vorherigem Roman The Steep Approach to Garbadale lautete ebenfalls Matter.

## Thematik
Ein zentrales Thema des Buchs ist das Konzept von fortschrittlichen Zivilisationen, die weniger entwickelten als Mentoren in galaktischem Maßstab zur Seite stehen. Dies wird in anderen Büchern des Kultur-Zyklus bereits angedeutet, in Sphären jedoch erstmals detailliert ausgearbeitet. In diesem Buch befinden sich die Sarl auf der Schwelle zu einer industriellen Ära. Ihnen steht eine Rasse namens Oct als Mentoren zur Seite, deren Mentoren wiederum die Nariscene sind, die ihrerseits von den Morthanveld überwacht werden, einer Spezies, die ähnlich mächtig und weit entwickelt ist wie die Kultur. Für all diese Beziehungen gelten flexible, aber dennoch recht strenge Regeln, die es weniger fortschrittlichen Zivilisationen erlauben sollen, sich technologisch und kulturell weiterzuentwickeln. Gleichzeitig sollen sie verhindern, dass die weniger entwickelten Zivilisationen von einer Fortentwicklung entmutigt werden, wenn ihnen bewusst wird, über welche Macht die Zivilisationen verfügen, die ihnen in der Entwicklung um Größenordnungen voraus sind.

## Inhalt
Das Buch zeichnet die Erlebnisse von drei Angehörigen des königlichen Haushalts der Sarl nach, einer humanoiden Rasse, die auf der achten Ebene der Schalenwelt Sursamen leben. Die Schalenwelt ist ein künstlicher Planet, der aus vierzehn ineinander geschichteten Sphären bestehen, die von kleinen thermonuklearen „Sternen“ beleuchtet werden und deren einzelnen Ebenen von vielen, teilweise sehr unterschiedlichen, Spezies bewohnt werden. Sie werden jeweils von Spezies auf einer höheren Entwicklungsstufe beschützt und in ihrer Entwicklung begleitet, die bis zu einer Ebene hinauf reichen, welche die Sarl als „Optimae“ bezeichnen. Die Kultur wird ebenfalls als Optima betrachtet, auch wenn Sursamen nicht zu ihrem direkten Einflussbereich gehört. Ferbin, der Thronerbe der Sarl, muss von der Ebene seiner Heimatzivilisation fliehen, nachdem er Zeuge der Ermordung seines Vaters, König Hausk, durch dessen Stellvertreter tyl Loesp wird. Ferbins gebildeter jüngerer Bruder Oramen vertraut, in Unkenntnis des Verrats, tyl Loesp hingegen völlig. Nach Ferbins Verschwinden übernimmt tyl Loesp die Rolle des Regenten, angeblich jedoch nur, bis Prinz Oramen alt genug ist, um zum König gekrönt zu werden.
Die Mentoren der Sarl, die Oct, sind zur gleichen Zeit dabei, die Übernahme der neunten Ebene von Sursamen vorzubereiten, wobei sie sich der Sarl als Spielfiguren bedienen wollen. Es wird zunehmend klar, dass die Oct nach etwas suchen, was in der Namenlosen Stadt versteckt ist, einer Metropole auf der neunten Ebene, die unter jahrtausendealten Sedimentschichten begraben liegt und die gegenwärtig von den gewaltigen Hyeng-zhar-Wasserfällen freigelegt wird.
Djan Seriy Anaplian ist ein weiteres Kind von König Hausk, die jedoch Sursamen fünfzehn Jahre zuvor verlassen hat, um zu einem Teil der Kultur zu werden und sich dort einer Organisation namens Besondere Umstände (engl. Special Circumstances) anzuschließen. Sie beschließt, zu ihrem Heimatplaneten zurückzukehren – zunächst nur, um ihrem verstorbenen Vater die letzte Ehre zu erweisen. Auf dem Weg dorthin trifft sie auf Ferbin, der sich zusammen mit seinem ergebenen (aber zunehmend selbstständig denkenden) Diener Choubris Holse auf der Flucht befindet. Von ihm erfährt sie, dass der Tod ihres Vaters in der Schlacht tatsächlich ein Mord war. Auf anderen Wegen erfährt sie außerdem, dass die Oct auf Sursamen etwas geheimnisvolles vorbereiten und wird von den Besondere Umständen beauftragt, dem nachzugehen.
Bei ihrer Rückkehr nach Sursamen wird ihnen klar, dass sie zu spät kommen – obwohl Oramen, durch verschiedene misslungene Attentatsversuche gewarnt, begonnen hat, sich offen gegen tyl Loesp aufzulehnen, kann keiner von ihnen die Ausgrabungen in der Namenlosen Stadt stoppen, bevor es zu einer verhängnisvollen Entdeckung kommt. Ein Mitglied (oder möglicherweise eine Maschine) einer lange ausgestorbenen Zivilisation namens Iln wird tief unter der Stadt freigelegt und erwacht. Die Iln waren für die Vernichtung von tausenden von Schalenwelten verantwortlich, bevor ihnen schließlich Einhalt geboten werden konnte, so dass nur ein paar hundert dieser Artefakte in der Galaxie verblieben sind. Der wieder erweckte Iln hat die Absicht, die Schalenwelt Sursamen zu vernichten. Seine wahre Identität ist sowohl für die Sarl wie auch für die Oct eine entsetzliche Überraschung. Die Oct hatten angenommen, dass sie Vertreter der Involucra (die sogenannten Veil) ausgraben, die ursprünglich die Schalenwelt erbaut hatten und von denen die Oct mit religiöser Überzeugung abzustammen glauben. Der Iln tötet alle Anwesenden mit ionisierender Strahlung (darunter auch tyl Loesp, Oramen und einige hunderttausend mit den Ausgrabungen an der Namenlosen Stadt beschäftigte Arbeiter), bevor er sich auf den Weg zum Kern der Schalenwelt macht, um diesen vollständig mit Antimaterie zu vernichten.
Djan, Ferbin, Holse und Hippinse, der Avatar des zu Besondere Umstände gehörenden Raumschiffs Liveware Problem, das sie zum Planeten gebracht hatte, dringen ebenfalls zum Kern der Schalenwelt vor. Obwohl sie mit sehr hoch entwickelten Kampfanzügen ausgestattet sind, ist ihnen der Iln überlegen, der auch die Kontrolle über mehrere Kampfmaschinen übernommen hat, die von den Morthanveld im Kern platziert worden sind. Hippense und sein Schiff sterben im Kampf, können aber vorher die Maschinen der Morthanveld zerstören. Dennoch ist der Iln immer noch zu stark für die drei Verbliebenen, deren Möglichkeiten inzwischen stark geschwächt sind. Schließlich opfern sich Ferbin und Djan, um den Iln zu vernichten. Ferbin wird sofort getötet, aber Djan ist in der Lage, sich weiter zu nähern. Trotz ihrer hochentwickelten Panzerung wird sie bis zu einem Maß zerfetzt, das für einen Menschen ohne einen von Besondere Umstände verbesserten Körper ebenfalls tödlich wäre. Sie kann jedoch lange genug bei Bewusstsein bleiben, um eine winzige Ladung Antimaterie zur Detonation bringen zu können, die tief in ihrem Schädel als Energiequelle für ihren verbesserten Körper dient.
Im Epilog kehrt Holse, als einziger Überlebender der Begegnung mit dem Iln, zu seiner Familie zurück. Er erklärt seine Absicht, mit geheimer Unterstützung durch die Kultur ein politischer Führer für die Sarl zu werden. Da Holse überlebt und die Schalenwelt weiter besteht, kann davon ausgegangen werden, dass Djan sich erfolgreich im Kampf gegen den Iln geopfert hat.

## Kritik
- Karsten Kruschel: Die Sphären. In: Das Science Fiction Jahr 2011, herausgegeben von Sascha Mamczak, Wolfgang Jeschke und Sebastian Pirling, Heyne, München 2011, ISBN 978-3-453-53379-0, S. 1023–1026.